# Церква Преображення Господнього (Оржів)
Церква Преображення Господнього — культова споруда в смт Оржеві Рівненського району Рівненської області, Україна.

## Історія та архітектура
Церква Преображення Господнього в Оржеві і дзвіниця побудована на кошти парафіян[джерело?] у 1770 р.
За історичними свідченнями, в 1868 році відремонтована і накрита жерстяною покрівлею. Пофарбована у 1878 та 1885 рр.
Дерев'яний храм, первісно мав три рівновисокі, квадратні в плані зруби по осі «захід-схід» з трьома автономними верхами. Головна нава перекрита зімкнутим склепінням на невисокому світловому барабані восьмигранної форми. В 1868 р. до головної нави були прибудовані північний та південний зруби, а з боків асиди − приміщення ризниці та паламарні. В процесі перебудов декоративні верхи над абсидою та бабинцем були поєднані спільним карнизом з головною банею, що наладо храму незвичного зовнішнього вигляду. Загалом пам'ятка зберегла характерні риси волинського церковного будівництва «доросійської» доби.
Дерев'яна триярусна дзвіниця (19 ст.) в неоросійському стилі розташована в північно-західній частині церковної території. Нижні два зруби на плані квадрату, верхній з приміщенням для дзвонів — нерівнобічний восьмерик. Завершення дзвіниці у вигляді чотиригранного намету з декоративними фронтончиками та невеликою маківкою.

## Світлини

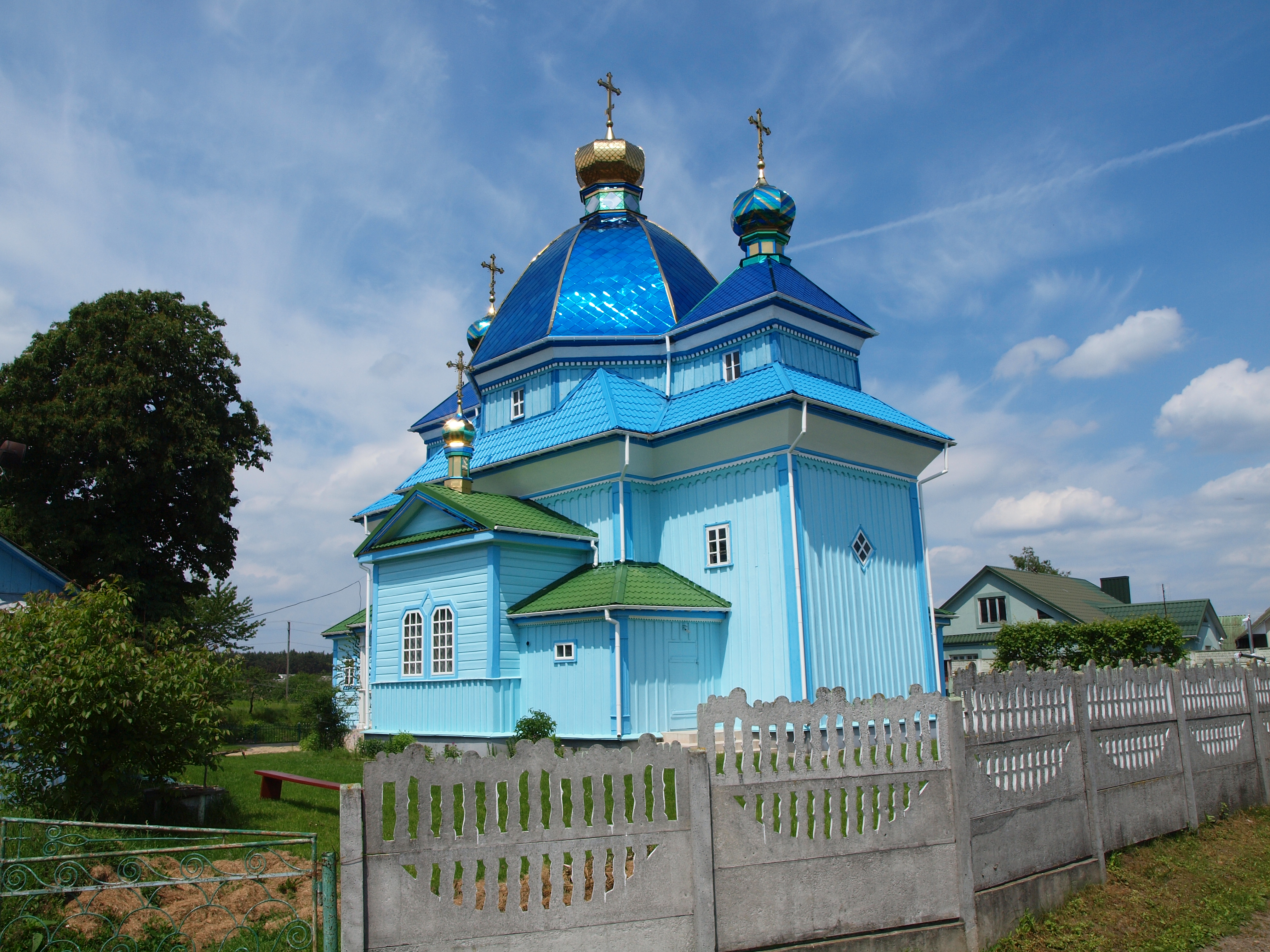
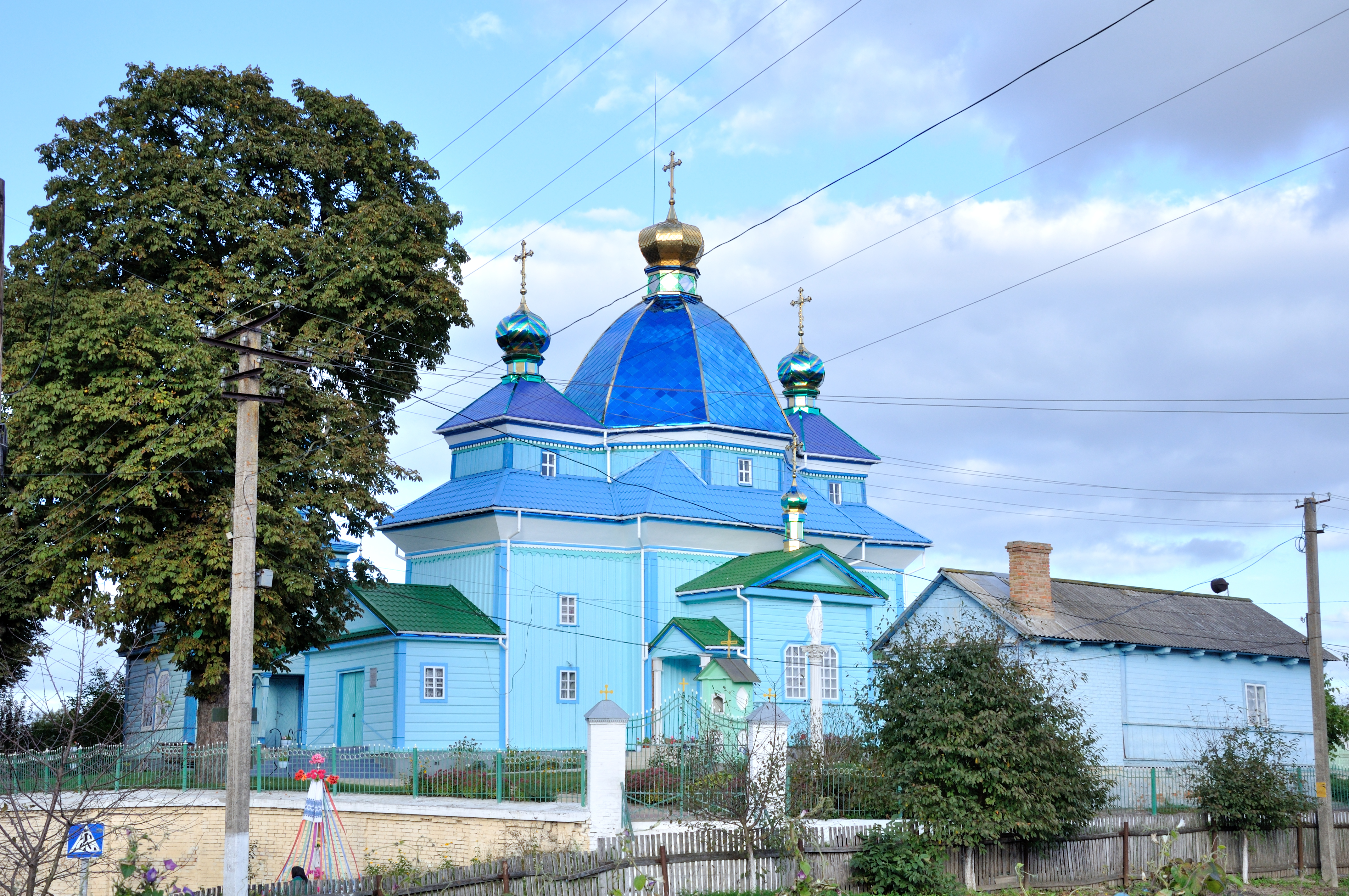
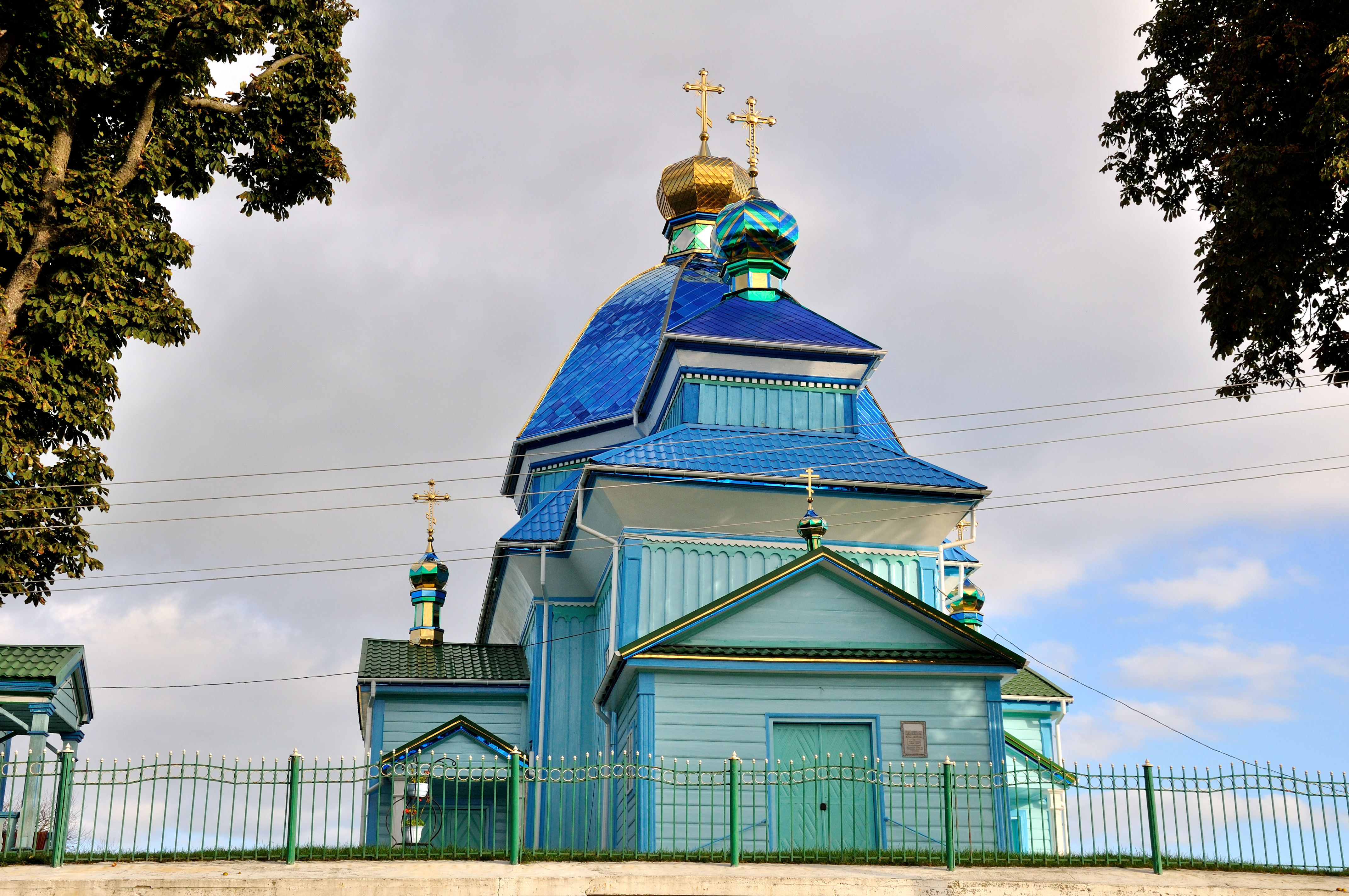
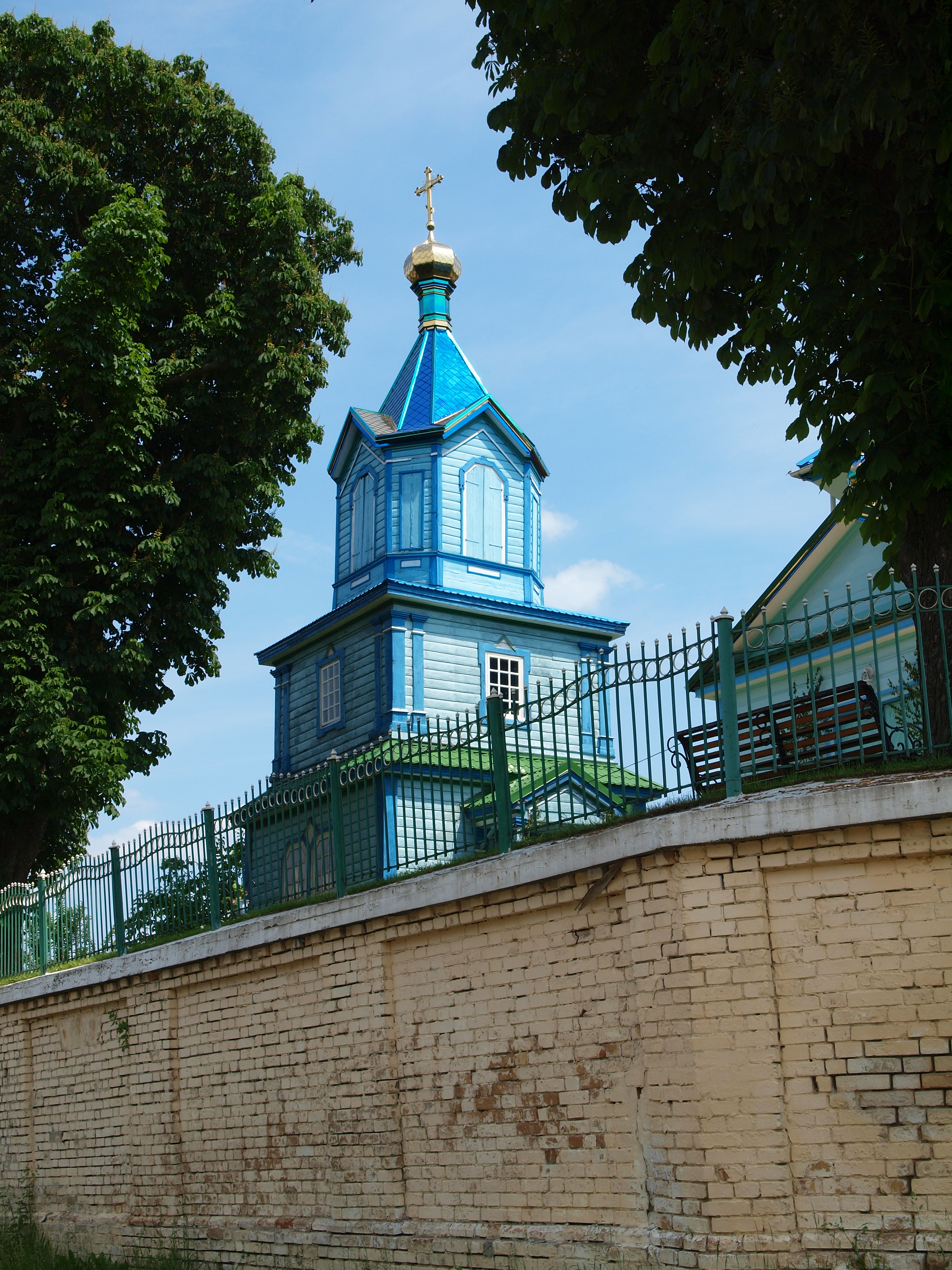